# Brognon (Côte-d’Or)
Brognon település Franciaországban, Côte-d’Or megyében. Lakosainak száma 318 fő (2022. január 1.). Brognon Spoy, Saint-Julien, Arceau és Beire-le-Châtel községekkel határos.

## Népesség
A település népességének változása:
| Lakosok száma | 89   | 150  | 221  | 246  | 269  | 295  | 307  | 317  | 319  | 318  |
|               | 1968 | 1982 | 1990 | 2006 | 2012 | 2015 | 2017 | 2019 | 2020 | 2022 |